# Liste von Reptilienarten in Nordrhein-Westfalen
Die Liste der Reptilienarten in Nordrhein-Westfalen umfasst die Reptilienarten, die vom Arbeitskreis Amphibien und Reptilien Nordrhein-Westfalen dokumentiert wurden.

## Artenliste Reptilien

### Echsen
| Art                       | Wissenschaftlicher Name | Bemerkungen | Bild |
| ------------------------- | ----------------------- | ----------- | ---- |
| Blindschleiche            | Anguis fragilis         |             |      |
| Zauneidechse              | Lacerta agilis          |             |      |
| Waldeidechse              | Zootoca vivipara        |             |      |
| Mauereidechse             | Podarcis muralis        |             |      |
| Westliche Smaragdeidechse | Lacerta bilineata       |             |      |

### Schlangen
| Art                    | Wissenschaftlicher Name | Bemerkungen | Bild |
| ---------------------- | ----------------------- | ----------- | ---- |
| Schlingnatter          | Coronella austriaca     |             |      |
| Nördliche Ringelnatter | Natrix natrix natrix    |             |      |
| Barren-Ringelnatter    | Natrix natrix helvetica |             |      |
| Kreuzotter             | Vipera berus            |             |      |